# Mistrzostwa Europy w Lekkoatletyce 1982 – siedmiobój kobiet

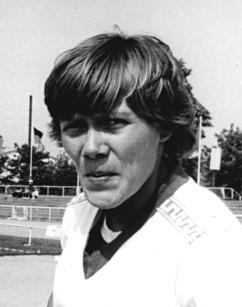
Sabine Möbius

Siedmiobój kobiet był jedną z konkurencji rozgrywanych podczas XIII mistrzostw Europy w Atenach. Został rozegrany 9 i 10 września 1982 roku. Konkurencję tę rozegrano po raz pierwszy na mistrzostwach Europy, poprzednio zawodniczki rywalizowały w pięcioboju. Zwyciężczynią tej konkurencji została reprezentantka Niemieckiej Republiki Demokratycznej Ramona Neubert. W rywalizacji wzięło udział siedemnaście zawodniczek z trzynastu reprezentacji.

## Rekordy
| Rekord świata | Ramona Neubert (GDR) | 6845 (6772) | Halle, NRD | 19.–20.06.1982 |
| Rekord Europy | Ramona Neubert (GDR) | 6845 (6772) | Halle, NRD | 19.–20.06.1982 |

## Wyniki
| Poz. | Zawodniczka         | Punkty      | 100 m ppł | Wzwyż  | Kula    | 200 m   | W dal  | Oszczep | 800 m   |
| ---- | ------------------- | ----------- | --------- | ------ | ------- | ------- | ------ | ------- | ------- |
| 1    | Ramona Neubert      | 6664 (6622) | 13,61 s   | 1,83 m | 15,02 m | 23,40 s | 6,63 m | 42,48 m | 2:11,06 |
| 2    | Sabine Möbius       | 6629 (6595) | 12,89 s   | 1,83 m | 13,51 m | 23,71 s | 6,68 m | 41,40 m | 2:11,55 |
| 3    | Sabine Everts       | 6445 (6420) | 13,46 s   | 1,89 m | 11,81 m | 23,76 s | 6,66 m | 36,46 m | 2:08,71 |
| 4    | Anke Vater          | 6371 (6389) | 13,81 s   | 1,83 m | 15,26 m | 24,17 s | 6,31 m | 34,86 m | 2:08,09 |
| 5    | Natalja Szubienkowa | 6323 (6361) | 13,37 s   | 1,80 m | 13,23 m | 24,31 s | 6,03 m | 43,80 m | 2:08,76 |
| 6    | Walentina Dimitrowa | 6313 (6326) | 14,27 s   | 1,80 m | 15,20 m | 25,11 s | 6,29 m | 43,28 m | 2:09,41 |
| 7    | Judy Livermore      | 6259 (6286) | 13,48 s   | 1,89 m | 14,00 m | 24,76 s | 6,02 m | 37,08 m | 2:11,49 |
| 8    | Miła Koladina       | 6057 (6101) | 13,94 s   | 1,74 m | 16,04 m | 24,97 s | 6,08 m | 44,22 m | 2:27,56 |
| 9    | Tineke Hidding      | 5932 (6016) | 14,00 s   | 1,77 m | 13,04 m | 24,63 s | 6,04 m | 37,20 m | 2:15,45 |
| 10   | Corina Țifrea       | 5919 (5988) | 13,99 s   | 1,74 m | 12,27 m | 24,89 s | 6,22 m | 39,82 m | 2:16,03 |
| 11   | Kristine Tånnander  | 5900 (5984) | 13,94 s   | 1,77 m | 12,58 m | 25,09 s | 5,95 m | 40,04 m | 2:15,09 |
| 12   | Zsuzsa Vanyek       | 5905 (5957) | 14,27 s   | 1,77 m | 12,61 m | 25,09 s | 6,48 m | 33,84 m | 2:15,14 |
| 13   | Małgorzata Nowak    | 5851 (5948) | 14,02 s   | 1,68 m | 14,55 m | 24,98 s | 5,95 m | 39,34 m | 2:19,09 |
| 14   | Florence Picaut     | 5805 (5897) | 13,74 s   | 1,80 m | 13,05 m | 25,88 s | 5,81 m | 39,80 m | 2:20,39 |
| 15   | Annette Tånnander   | 5732 (5819) | 14,16 s   | 1,80 m | 11,97 m | 26,75 s | 5,92 m | 45,62 m | 2:21,33 |
| 16   | Corinne Schneider   | 5623 (5737) | 14,52 s   | 1,77 m | 12,45 m | 26,20 s | 5,69 m | 43,34 m | 2:20,41 |
| 17   | Anne Kyllönen       | 5486 (5623) | 14,44 s   | 1,77 m | 11,69 m | 25,78 s | 5,76 m | 31,24 m | 2:14,97 |